# Битка код Гавере
Битка код Гавере вођена је 23. јула 1453. године између Бургундског војводства и побуњеника из Гента. Завршена је победом Бургундије.

## Битка
Становништво Гента побунио се против Филипа Доброг, војводе Бургундије, због високих намета. Војска коју су окупили бројала је неколико хиљада људи. Они су постављени у збијен строј (фалангу) копљаника заштићених стрелцима на крилима. Пред фронтом је постављена артиљерија. Филип је своју претходницу повукао због бојазни да јој артиљерија не нанесе велике губитке. То је навело устанике да без артиљерије крену у напад. Убрзо су упали у непријатељску артиљеријску ватру која је растројила њихов борбени поредак. Бочним нападо главнине, Филип Добри односи победу.